# 本郷区

旧本郷区役所。2012年まで関電工湯島ビルが建っている場所にあった。

本郷区（ほんごうく、旧字体：本鄕區）は、東京府東京市（後に東京都）にかつて存在した区である。1878年（明治11年）から1947年（昭和22年）までの期間（東京15区及び35区の時代）に存在した。現在の文京区の東部。

## 歴史

### 沿革
- 1878年（明治11年）11月2日 - 郡区町村編制法により、以下の区域をもって本郷区を設置。
  - 本郷一丁目、本郷二丁目、本郷三丁目、本郷四丁目、本郷五丁目、本郷六丁目、本郷金助町、本郷春木町一丁目、本郷春木町二丁目、本郷春木町三丁目、本郷元町一丁目、本郷元町二丁目、本郷東竹町、本郷西竹町、本郷真砂町、本郷弓町一丁目、本郷弓町二丁目、本郷菊坂町、本郷台町、湯島五丁目、湯島六丁目（現・本郷）
  - 湯島一丁目、湯島二丁目、湯島三丁目、湯島四丁目、妻恋町、湯島新花町、湯島三組町、湯島天神町一丁目、湯島天神町二丁目、湯島天神町三丁目、湯島梅園町、湯島天神下同朋町、湯島切通坂町、湯島切通町、湯島両門町（現・湯島）
  - 本郷龍岡町（現・本郷、湯島）
  - 駒込西片町（現・西片）
  - 本郷森川町、本郷田町（現・本郷、西片）
  - 丸山福山町（現・西片、白山）
  - 丸山新町（現・白山）
  - 駒込追分町、駒込肴町、駒込蓬莱町（現・向丘）
  - 本郷本富士町、向ヶ丘弥生町（現・本郷、弥生）
  - 根津西須賀町（現・弥生）
  - 根津宮永町、根津八重垣町、根津須賀町、根津片町、根津藍染町、根津清水町（現・根津）
  - 駒込千駄木林町、駒込千駄木坂下町（現・千駄木）
  - 駒込千駄木町（現・千駄木、向丘）
  - 駒込曙町、駒込片町、駒込吉祥寺町、駒込富士前町、駒込上富士前町、駒込片町分（現・本駒込）
  - 駒込東片町、駒込浅嘉町（現・向丘、本駒込）
- 1889年（明治22年）5月1日 - 市制、町村制の施行に伴う東京市の設置により、北豊島郡下駒込村の大部分及び日暮里村の飛地を編入（下駒込村及び日暮里村の一部は下谷区に編入。日暮里村の大部分は新制日暮里村となる）。のちに編入された区域に駒込動坂町、駒込神明町を設置。
- 1943年（昭和18年）7月1日 - 東京都制が施行され、東京市と東京府が廃止され、東京都を設置。
- 1947年（昭和22年）3月15日 - 小石川区と合併して文京区を新設。
  - 旧本郷区役所庁舎は文京区発足後、文京区役所分庁舎として利用されたが、1959年(昭和34年)の本庁舎竣工による庁舎統合で閉鎖された。翌1960年、旧本郷区役所跡地に関電工の新本社ビルが建てられ、1988年に本社機能移転まで本社として利用された。移転後は関電工湯島ビルとして分室や関連会社が入居、2012年に再開発により解体された。

## 交通

### 鉄道
- 東京都電車（廃線）
  - お茶の水線、切通線、富坂線、本郷線、駒込線、白山線、動坂線

後楽園駅（帝都高速度交通営団（現東京メトロ）丸ノ内線、南北線）、本郷三丁目駅（丸ノ内線、都営地下鉄大江戸線）、御茶ノ水駅（丸ノ内線）、春日駅（都営三田線、都営大江戸線）、水道橋駅、白山駅（都営三田線）、本駒込駅、東大前駅（南北線）、および湯島駅、根津駅、千駄木駅（千代田線）は開業していなかった。

## 教育機関

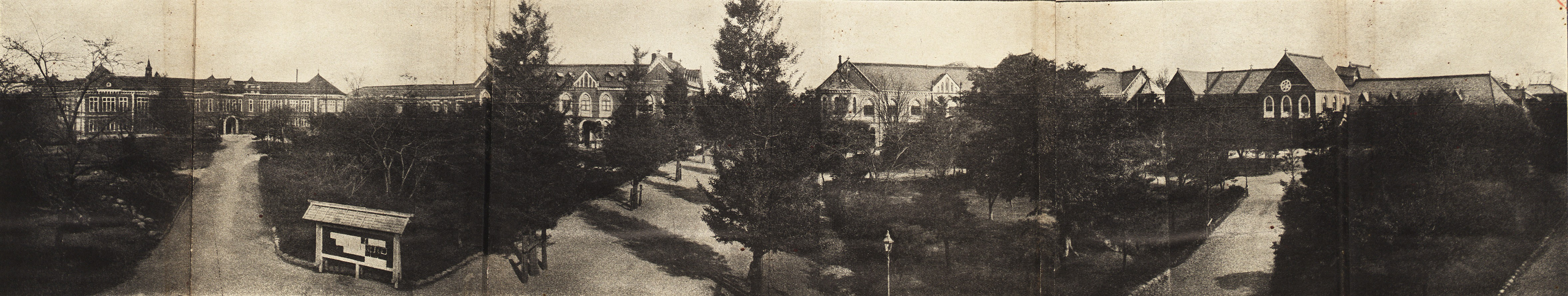
東京帝国大学

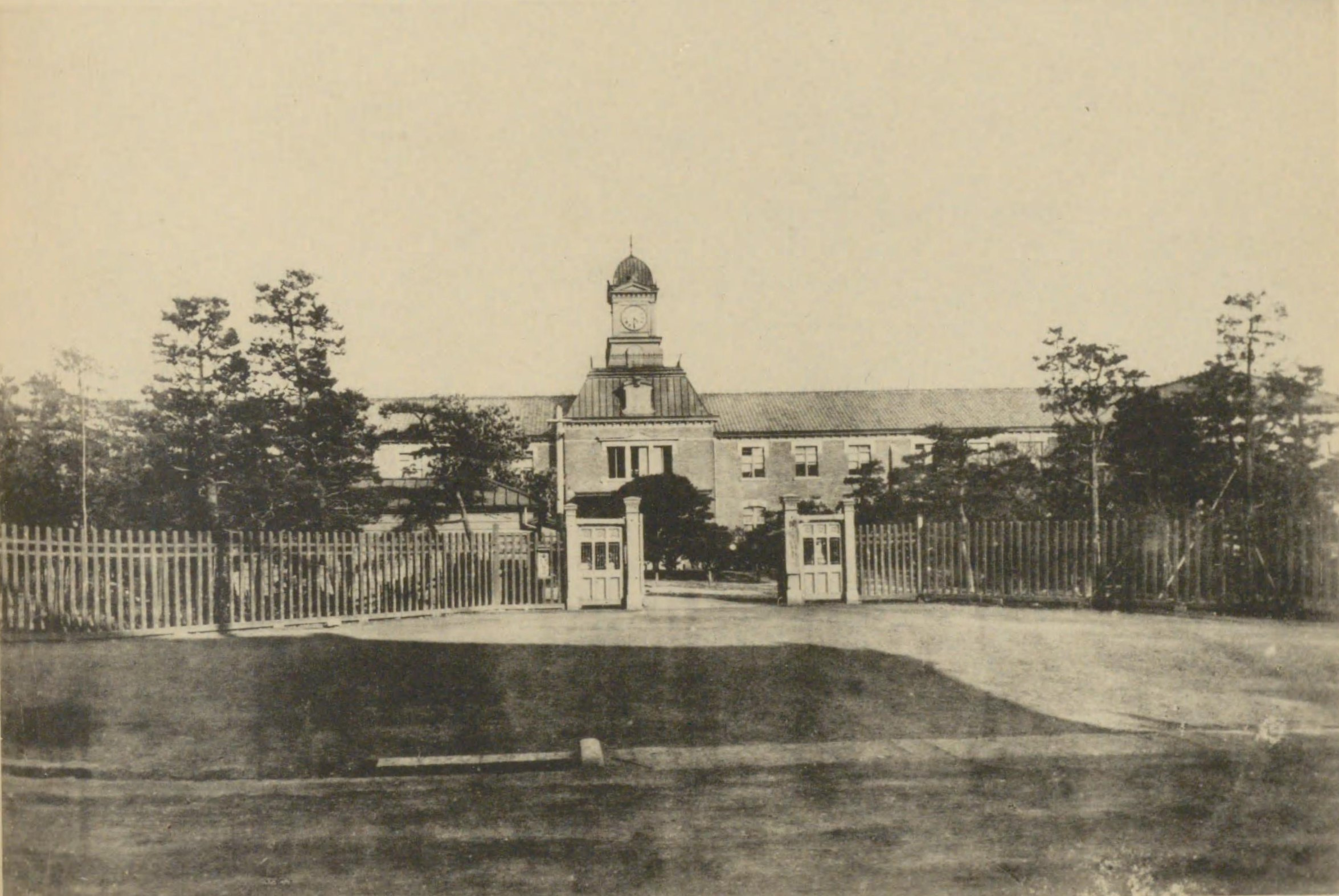
第一高等学校

- 東京帝国大学
- 第一高等学校
- 東京女子高等師範学校
  - 附属高等女学校
  - 附属小学校
  - 附属幼稚園
- 日本医科大学
- 東京高等歯科医学校
- 東洋女子歯科医学専門学校
- 東京女子専門学校
- 女子経済専門学校
- 女子美術専門学校
- 東京府立工芸学校
- 郁文館中学校
- 駒込中学校

## 著名な出身者
現文京区の著名な出身者については文京区を参照
- 上皇后美智子 - 上皇明仁の上皇后
- 島津朝子 - 元皇族
- 松平胖 - 海軍軍人
- 谷口恒二 - 大蔵官僚
- 水口宏三 - 農林官僚、政治家
- 磯崎叡 - 鉄道官僚、第6代日本国有鉄道（国鉄）総裁
- 安井てつ - 東京女子大学創立者
- 六代目 一龍斎貞水 - 講談師
- 永田洋子 - テロリスト、新左翼活動家
- 鈴木広 - 政治運動家
- 間宮不二雄 - 実業家
- 沢田美喜 - 社会事業家
- 平岡正明 - 評論家
- 酒井美意子 - 評論家
- 足利惇氏 - インド学者・イラン学者
- 呉茂一 - 西洋古典学者
- 鳥山喜一 - 歴史学者
- 福田恆存 - 英文学者、文芸批評家
- 虫明亜呂無 - 作家、評論家、随筆家、翻訳家
- 小笠原恭子 - 芸能史研究家、作家
- 石原謙 - キリスト教史学者
- 塚谷晃弘 - 経済学者、作曲家
- 那須皓 - 農学者
- 川本茂雄 - 言語学者
- 西江雅之 - 文化人類学者、言語学者
- 日野龍夫 - 国文学者
- 鈴木一雄 - 日本文学者
- 岩崎允胤 - 哲学者
- 西川治 - 人文地理学者
- 道家忠道 - ドイツ文学者
- 木野崎吉郎 - 地球科学者
- 清水英夫 - 法学者
- 林知己夫 - 統計学者
- 金田一春彦 - 言語学者、国語学者
- 小田嶋十黄 - 俳人
- 橋本多佳子 - 俳人
- 黒田杏子 - 俳人
- 富永太郎 - 詩人、画家
- 堀口大學 - 詩人、歌人、フランス文学者
- 葛原妙子 - 歌人
- 沼波万里子 - 歌人
- 大倉燁子 - 小説家
- 高木卓 - 小説家、ドイツ文学者、音楽評論家
- 武田泰淳 - 小説家
- 辻邦生 - 小説家、フランス文学者
- 永井路子 - 歴史小説家
- 西尾正 - 小説家
- 藤原審爾 - 小説家、岡山県育ち
- 星新一 - 小説家
- 物集和子 - 小説家、掃苔家
- 森茉莉 - 小説家、エッセイスト
- 西尾正 - 探偵小説家
- 松井由利夫 - 作詞家
- 木下順二 - 劇作家
- 寺村輝夫 - 児童文学作家
- 福田恆存 - 評論家、翻訳家、劇作家、演出家
- 大伴昌司 - 編集者、SF研究家、映画評論家、翻訳家
- 池島信平 - 編集者、文藝春秋社長（第3代）。
- 近藤紘一 - ジャーナリスト
- 野口弥太郎 - 洋画家
- 吉岡堅二 - 日本画家
- 杉浦茂 - 漫画家
- 杉浦幸雄 - 漫画家
- 武満徹 - 作曲家
- 山田耕筰 - 作曲家
- 橋本國彦 - 作曲家
- 初代 東家浦太郎 - 浪曲師
- 大滝秀治 - 俳優
- 奈良岡朋子 - 女優
- 佐田豊 - 俳優
- 本郷秀雄 - 俳優
- 杉山昌三九 - 俳優
- 琴糸路 - 映画女優
- 都賀静子 - 女優、元子役
- 中山昭二 - 俳優
- 磯川勝彦 - 俳優
- 斎藤晴彦 - 俳優
- 鈴木治夫 - 俳優
- 三波伸介 - コメディアン、俳優、司会者、タレント
- 川田晴久 - 俳優、歌手、コメディアン、ボードビリアン
- 小林清志 - 声優
- 藤間紫 - 舞踊家、女優
- ライオン野口 - プロボクサー
- 遠山慶子 - ピアニスト
- 稲垣浩 - 映画監督、俳優、脚本家
- 佐伯孚治 - 映画監督、脚本家
- 岡倉士朗 - 演出家
- 三縄一郎 - 音響効果技師
- 古今亭志ん朝（三代目） - 落語家
- 山崎富栄 - 美容師
- 高木憲次 - 整形外科医
- 石井順一 - 高校野球指導者、ボール・バット職人。ラビットボール、圧縮バットの発明者。
- アーネスト・サトウ - 写真家
- 美濃部亮吉 - 経済学者、東京都知事
- 若木竹丸 - 日本初のボディービルダー
- 近藤唯之 - スポーツライター

## 関連書籍
- 東京市本郷区 『本郷区勢要覧 昭和5年』 1931年